# Air-France-Flug 4590
Auf dem Flug 4590 der Air France verunglückte am 25. Juli 2000 bei Gonesse eine vollbesetzte Concorde kurz nach dem Start vom Flughafen Paris-Charles de Gaulle. Alle 109 Insassen sowie vier Personen am Boden kamen ums Leben, eine weitere Person am Boden wurde schwer verletzt.

## Fluggerät und Besatzung
Die Concorde der Serie 101 (Air France) mit der Fabriknummer 203 (3. Maschine der Hauptserie) wurde am 24. Oktober 1979 durch Air France übernommen und trug das Luftfahrzeugkennzeichen F-BTSC. Zum Zeitpunkt des Absturzes hatte das Flugzeug 11.989 Flugstunden und 4873 Flüge absolviert. Der letzte D-Check hatte am 1. Oktober 1999 stattgefunden, der letzte planmäßige A-Check am 21. Juli 2000. Seit der letzten Wartung hatte F-BTSC vier Flüge durchgeführt, am 25. Juli war es als Reserve vorgesehen und wurde kurzfristig als Ersatz eingesetzt. Das Flugzeug war flugbereit und es gab keine bekannten Defekte. Die Maschine war mit 95 t Kerosin vollgetankt.
Der Flugkapitän Christian Marty hatte eine Erfahrung von insgesamt 13.477 Flugstunden (darunter 5.495 als Kommandant), davon 317 auf der Concorde (284 als Kommandant). Der Erste Offizier verfügte über eine Erfahrung von 10.035 Flugstunden, davon 2.698 auf der Concorde. Zur Besatzung gehörten außerdem ein Flugingenieur, eine Kabinenchefin und fünf Flugbegleiter.
Bis zu diesem Vorfall war noch keine Concorde abgestürzt.

## Unfallhergang
Nachdem der Kapitän bei der Vorflugkontrolle einen Defekt an der Schubumkehr entdeckt und dessen Beseitigung angeordnet hatte, verzögerte sich der für 15:00 Uhr angesetzte Start um über eine Stunde. Um 15:40 Uhr begann das Boarding und endete 45 Minuten später. Fünf Minuten vor dem um 16:42 Uhr begonnenen Start der Concorde hatte eine McDonnell Douglas DC-10 der Continental Airlines einen 435 mm langen und 34 mm breiten Blechstreifen aus einer Titanlegierung auf der mit fast 4300 m längsten Startbahn 26 R des Flughafens verloren. Die eigentlich vorgeschriebene Überprüfung der Startbahn vor dem Start der Concorde wurde nicht durchgeführt. Beim Beschleunigen auf der Startbahn schnitt dieses etwa 1800 m von der Startposition entfernt liegende Teil bei 324 km/h den vorderen, inneren Reifen des linken Hauptfahrwerkes der Concorde auf, woraufhin er platzte.  Ein knapp 4,5 kg schweres Reifenstück prallte anschließend mit einer Geschwindigkeit von ca. 500 km/h gegen die Flügelunterseite und beschädigte das Fahrwerk.
Obwohl die Kerosintanks nicht durchschlagen wurden, bewirkte die Schockwelle des Einschlages (Tank 5 war mit kaum kompressiblem Kerosin vollständig gefüllt, ein Polster aus kompressiblem Gas, das den Druckstoß hätte abmildern können, fehlte) doch einen Riss des Tanks Nr. 5, der direkt über dem Fahrwerk liegt. Das Leck befand sich in einer Linie etwas vor den Lufteinlässen der beiden linken Triebwerke. Schätzungsweise 75 bis 100 Liter Treibstoff traten nun pro Sekunde aus. Weitere Teile des Reifens beschädigten die Fahrwerkselektrik. Wahrscheinlich entstanden an der beschädigten Elektrik des Fahrwerks Funken, die den austretenden Treibstoff entzündeten. Zum Zeitpunkt der Entzündung verloren Triebwerk 1 und 2, da sie nun verschmutzte Luft ansaugten, sämtlichen Schub, Triebwerk 1 konnte sich jedoch in den nächsten Sekunden zunächst wieder erholen. Der Flugingenieur schaltete Triebwerk 2, nachdem Feueralarm dafür angezeigt worden war, ab.
Nachdem die Concorde nach 32 Sekunden Beschleunigen die V1-Geschwindigkeit (Entscheidungsgeschwindigkeit), die für diesen Start 150 kn = 278 km/h betrug, erreicht hatte, war ein Abheben unvermeidlich, da das Flugzeug nicht mehr innerhalb der Startbahn zum Stillstand hätte gebracht werden können. Die verbliebenen drei Triebwerke reichten allerdings nicht aus, um ausreichend (220 Knoten) Geschwindigkeit für einen Steigflug zu gewinnen, da das Fahrwerk aus unbekannten Gründen nicht eingezogen werden konnte. Mit einer konstanten Geschwindigkeit von 200 Knoten (370 km/h) konnte das Flugzeug die erreichte Flughöhe von 200 Fuß nicht überschreiten. Der Fluglotse, der die Startfreigabe erteilt hatte, beobachtete die brennende Concorde und meldete dies der Besatzung, welche das mit „Roger“ quittierte. Das Feuer breitete sich unterdessen weiter aus und führte zum Zerfall der linken Tragfläche. Triebwerk 1 fiel zu diesem Zeitpunkt endgültig aus. Durch den asymmetrischen Schub hob sich die rechte Tragfläche an, bis die Concorde eine Schräglage von über 100° erreichte. Die Besatzung versuchte noch, durch Rücknahme des Schubes der Triebwerke 3 und 4 die Schräglage auszugleichen, verlor dabei aufgrund der zu niedrigen Fluggeschwindigkeit aber die Kontrolle. Auf die Sekunde zwei Minuten nach Beginn des Startlaufs schlug die Concorde auf ein Hotel in der Nähe des Flughafens auf und brannte aus.
Die Besatzung hatte versucht, auf den nahe gelegenen Flughafen Le Bourget auszuweichen. Es wird von Sachverständigen allerdings bezweifelt, dass eine sichere Landung angesichts der Flugroute des Fluges 4590 möglich gewesen wäre.
Die letzten Aufzeichnungen des Cockpit Voice Recorder (übersetzt aus dem Französischen; Zeitangaben in UTC, Sekunden ohne Nachkommastellen):
(Feuerwehr gibt Freigabe für Bahn 6R)
14:44:14 Kopilot: „Le Bourget, Le Bourget, Le Bourget!“
14:44:14 Kapitän: „Zu spät (undeutlich).“
(Tower korrigiert Feuerwehr und nennt Bahn 09)
14:44:18 Kapitän: „Keine Zeit, nein (undeutlich).“
14:44:22 Kopilot: „Negativ, wir versuchen Le Bourget.“
14:44:24 Schaltergeräusche
14:44:26 Kopilot: „Nein (undeutlich).“
14:44:27 Schaltergeräusche und Beginn der Bewegung von Gegenständen im Cockpit
14:44:31 Ende der Aufzeichnung

## Untersuchung und Gerichtsverfahren

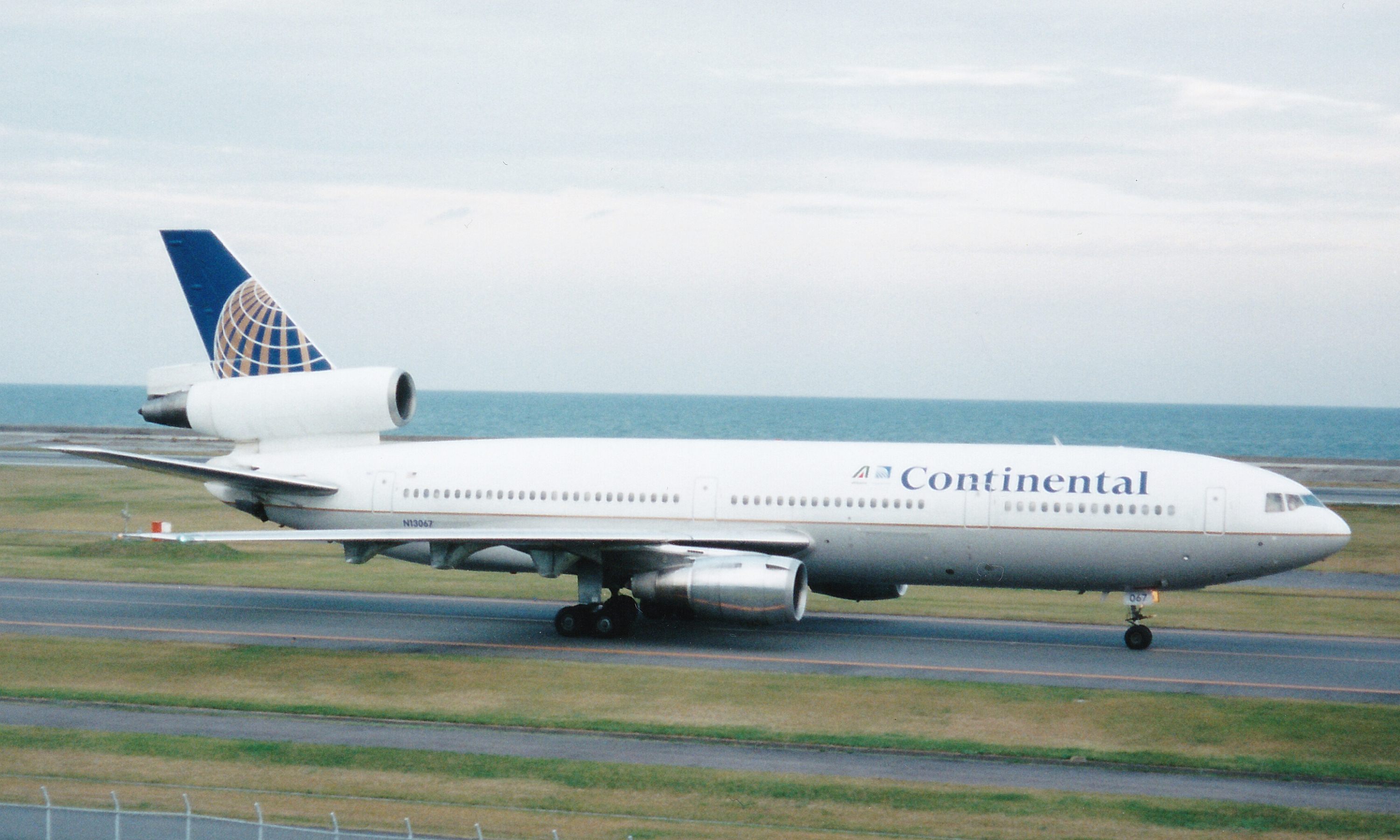
Die in den Unfall involvierte McDonnell-Douglas DC-10 (N13067), deren abgelöster Metallstreifen eine entscheidende Rolle beim Absturz von Flug 4590 spielte

Der Abschlussbericht der französischen Untersuchungsbehörde kam zu dem Schluss, dass der Metallstreifen auf der Startbahn Auslöser des Absturzes war. Der Metallstreifen habe sich von einer Klappe am Hecktriebwerk der DC-10 der Continental Airlines gelöst. Er sei am 9. Juli 2000 in Houston eingebaut worden, nachdem er zuvor bereits im Juni in Tel Aviv ausgetauscht worden war. Weder Herstellung noch Einbau des Streifens habe den Vorgaben des Herstellers entsprochen. Das Gewicht der Concorde lag zwar eine Tonne über dem Höchstabfluggewicht, dies habe aber lediglich vernachlässigbaren Einfluss auf den Startablauf gehabt. Der strukturelle Schaden sei so groß gewesen, dass auch bei normaler Triebwerksleistung ein Absturz unvermeidlich gewesen wäre.
Der Prozess um den Absturz begann am 2. Februar 2010 in Pontoise bei Paris mit der Verlesung der Namen der Opfer. Die Staatsanwaltschaft des Strafgerichts warf der US-Fluggesellschaft Continental und fünf weiteren Angeklagten fahrlässige Tötung vor. Am 6. Dezember 2010 verurteilte das Gericht die Continental Airlines und einen Mechaniker der Fluggesellschaft wegen fahrlässiger Tötung. Die Fluggesellschaft musste 200.000 Euro Geldstrafe bezahlen. Als Schadensersatz wurde sie zur Zahlung einer Million Euro an Air France verpflichtet. Der Mechaniker erhielt eine Freiheitsstrafe von 15 Monaten auf Bewährung, wurde jedoch in zweiter Instanz freigesprochen. Vier weitere Angeklagte wurden ebenfalls freigesprochen, darunter auch der damalige Chef des Concorde-Programms, Henri Perrier.

### Reaktionen auf das Urteil
Von internationalen Beobachtern wurde das Urteil zum Teil als tendenziös kritisiert. In der Geschichte der Concorde war es schon mehrfach zu schwerwiegenden Problemen mit den Reifen gekommen. Aufgrund der hohen Start- und Landegeschwindigkeiten und des Gewichts der Flugzeuge sind die Reifen außerordentlichen Belastungen ausgesetzt.
- Am 14. Juni 1979 platzten beim Start einer Concorde vom Flughafen Washington zwei Reifen des linken Fahrwerks. Teile der Hydraulik wurden durch umherfliegende Reifenteile beschädigt und ein Treibstofftank bekam ein Leck. Das Fahrwerk konnte nicht mehr eingezogen werden und die Concorde musste wieder in Washington landen.[9]
- Am 16. September 1980 platzte beim Start der Concorde G-BOAF (British Airways) in Washington ein Reifen. Reifenteile beschädigten bei der Landung die Triebwerke und das Flugwerk.[9]
- Am 19. Februar 1981 platzte beim Start der Concorde F-BTSD (Air France) in Washington ein Reifen am linken Fahrwerk. Die Concorde wurde daraufhin aufgrund deutlicher Vibrationen nach New York JFK umgeleitet.[9]
- Am 15. Juli 1993 platzte bei der Landung von Concorde 102 (British Airways) in London-Heathrow ein Reifen aufgrund der Blockade des Bremssystems am rechten Fahrwerk. Durch umherfliegende Trümmerteile wurden der rechte Tragflügel, Hydraulikleitungen und das Triebwerk Nr. 3 beschädigt.
- Am 25. Oktober 1993 platzte beim Start einer Concorde von British Airways in London-Heathrow aufgrund eines Defekts am Bremssystem ein Reifen. Umherfliegende Teile beschädigten den Treibstofftank.[9]

Als Lösung der Reifenprobleme wurden eine deutliche Verstärkung der Reifen und eine stärkere Abschirmung der Unterseite der Concorde zum Schutz vor umherfliegenden Trümmerteilen vorgeschlagen. Beides hätte jedoch eine deutliche Gewichtssteigerung für das Flugzeug bedeutet, weshalb diese Maßnahmen nicht umgesetzt wurden.
Mehrere Zeugen hatten während des Prozesses ausgesagt, dass der Reifen bei dem Unfall schon vor dem Überfahren des fraglichen Metallteils geplatzt sei. Beobachter kritisierten, dass diese Zeugenaussagen bei der Urteilsfindung keine ausreichende Berücksichtigung gefunden hätten. Die Vorsitzende Richterin habe den „Mythos Concorde“ erhalten wollen und daher alle Schuld der US-amerikanischen Fluggesellschaft zugeschoben. Der Anwalt von Continental Airlines Olivier Metzner kündigte an, das Urteil anzufechten, und äußerte die Ansicht, dass die Entscheidung nur die Interessen der französischen Wirtschaft schütze.

### Weitere Aspekte zur Unfallursache
Unabhängig von dem Metallteil auf der Startbahn als alleinige Unfallursache sprachen mehrere Faktoren gegen eine sichere Flugdurchführung. Vier Tage vor dem Unfall wurde bei einer Wartung ein Distanzring (sogenannter Spacer) nicht wieder am linken Hauptfahrwerk eingebaut. Dieser Distanzring wird benötigt, um die Lager des Fahrwerkes an der richtigen Position zu halten; verrutschen sie, wird das gesamte Hauptfahrwerk nicht mehr korrekt geführt. Das Flugzeug hatte beim Start 1700 kg mehr geladen als kalkuliert (1200 kg nicht verbrauchter Treibstoff für Taxiing, 500 kg zusätzliches Gepäck), wodurch das Höchstabfluggewicht um etwa 1 Tonne überschritten war. Dies bedingte eine höhere Abhebegeschwindigkeit, auch dies belastete die Reifen noch weiter. Der Kapitän entschied sich, mit 8 kn Rückenwind zu starten, was wiederum eine höhere Abhebegeschwindigkeit relativ zur Startbahn bedingte und eine nochmals höhere Belastung der Reifen zur Folge hatte.

### Berufungsverfahren
Am 29. November 2012 sprach ein französisches Berufungsgericht in Versailles die mittlerweile zu United Continental fusionierte US-amerikanische Fluggesellschaft von der strafrechtlichen Verantwortung am Absturz frei. Dennoch musste das Unternehmen eine Million Euro Schadensersatz an die Concorde-Eigentümerin Air France sowie eine Summe von 300.000 Euro an weitere Parteien zahlen. Ebenfalls wurden zwei ehemalige Continental-Mitarbeiter und ein früherer Verantwortlicher der französischen Luftfahrtbehörde DGAC freigesprochen.

## Folgen des Unfalls

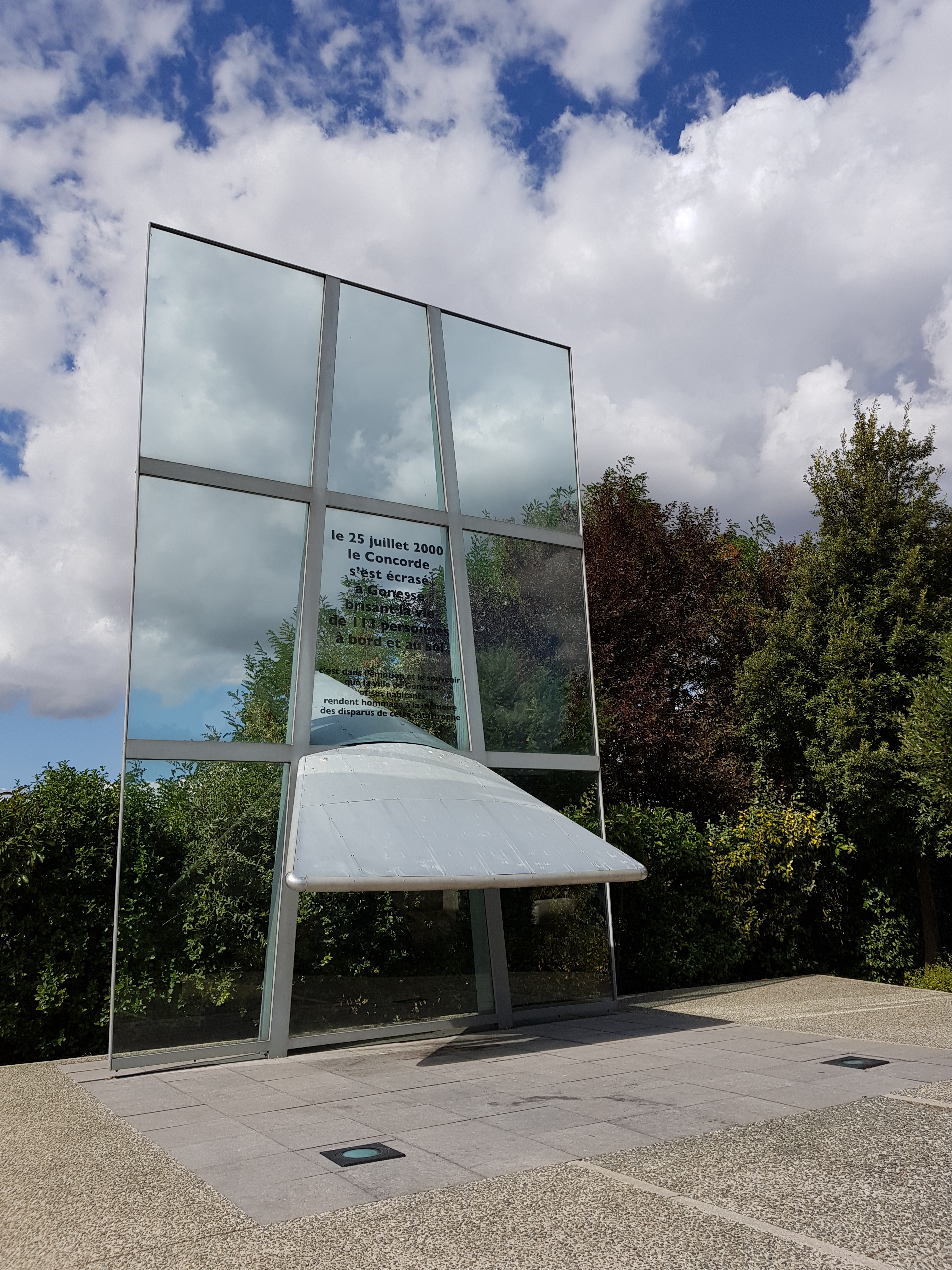
Gedenktafel an der Absturzstelle bei Gonesse im August 2018

Air France stellte nach dem Unfall den Flugbetrieb der Concorde ein, die britische Zivilluftfahrtbehörde CAA erließ eine Lufttüchtigkeitsanweisung für den Flugzeugtyp. Erst nach zahlreichen Konstruktionsänderungen erlangte die Concorde wieder die Verkehrszulassung. Am 26. November 2003 fand der letzte Flug mit einer Concorde der British Airways von London-Heathrow ins Luftfahrt-Museum in Filton statt.

## Insassen und Opfer
Flug AF4590 war ein Charterflug im Auftrag der Peter Deilmann Reederei. 99 der 100 Passagiere befanden sich auf dem Weg nach New York, um an einer Kreuzfahrt mit der Deutschland durch die Karibik teilzunehmen. Hundertster Passagier war ein  pensionierter Air-France-Angestellter aus Frankfurt mit US-Staatsbürgerschaft, der den Charterflug mit der Deilmann Reederei für die Air France in Frankfurt akquirierte. An Bord waren neun Crew-Mitglieder (acht Franzosen, eine Deutsche), darunter Kapitän Christian Marty, Kopilot Jean Marcot und Flugingenieur Gilles Jardinaud. Die 99 Deutschland-Passagiere waren 96 Deutsche, zwei Dänen und eine Österreicherin. 42 der deutschen Opfer stammten aus Nordrhein-Westfalen, 13 davon aus Mönchengladbach. Unter den deutschen Passagieren waren der Fußballtrainer Rudi Faßnacht, seine Ehefrau Sigrid, der Gewerkschafter und Schriftsteller Christian Götz, seine Frau Irene, und der frühere Geschäftsführer der Hamburger Morgenpost Erich Müller mit seiner Frau. Niemand an Bord überlebte.
Weiterhin starben vier Angestellte des Hotels, auf das die Concorde stürzte (zwei Polinnen, eine französisch-algerische Doppelstaatsbürgerin sowie eine Staatsangehörige von Mauritius indischer Herkunft), sechs weitere wurden leicht verletzt. 33 weitere Deilmann-Kunden waren bereits am Morgen mit dem Concorde-Linienkurs nach New York geflogen.

## Trivia
- Der Unfallort befindet sich nur fünf Kilometer Luftlinie vom Absturzort einer Tupolew Tu-144 entfernt, die am 3. Juni 1973 auf den Nachbarort Goussainville gestürzt war, wobei 14 Personen (davon 8 am Boden) getötet wurden. Die Tu-144 war das sowjetische Pendant zur Concorde. Deren Entwicklung wurde 1984 endgültig eingestellt.
- Die verunglückte Concorde mit der Fabriknummer 203 und dem Kennzeichen F-BTSC war in den Jahren 1978 und 1979 bei den Dreharbeiten zum Film Airport ’80 – Die Concorde eingesetzt worden.
- Am 2. Mai 1989 hatte diese Maschine Papst Johannes Paul II. von Réunion nach Lusaka befördert.[15]
- Der Gewerkschafter und Schriftsteller Christian Götz und seine Frau Irene hatten beide den Krebs besiegt und buchten die Reise, um ein gemeinsames „neues“ Leben zu feiern.[16]

## Filme
- Die erste Folge der Serie Sekunden vor dem Unglück behandelt den Absturz.
- Die Katastrophe von Air-France-Flug 4590 wurde in der kanadischen Fernsehserie Mayday – Alarm im Cockpit in der Folge Concorde in Flammen (Originaltitel: Concorde – Up In Flames; Staffel 14, Folge 7) behandelt.
- Peter Bardehle, Angela Volkner: Der Absturz der Concorde. Ein Film aus der ARD-Sendereihe: Protokoll einer Katastrophe. Dokumentarfilm, Deutschland, Eine Produktion der Vidicom im Auftrag des WDR, 2006.